# جون ستارلينغ
أبو إبراهيم جون نيوتن ستارلينغ (بالإنجليزية: John Newton Starling III؛ من مواليد: 1980م) عالم مسلم وفقيه حنبلي من الولايات المتحدة.

## سيرته
ولد بـكارولاينا الشمالية في سنة 1980م تقريباً، ونشأ بها. ولد مسيحيا وفي سن التاسعة عشرة اعتنق الإسلام عام 1999م في بداية شهر رمضان، خلال سنته الثانية من دراسة الأعمال في جامعة ولاية كارولاينا الشمالية.
في عام 2001م تخرج من كلية الإدارة، جامعة ولاية كارولاينا الشمالية. ثم سافر إلى المدينة المنورة بالسعودية حيث درس في الجامعة الإسلامية بالمدينة المنورة لمدة ثماني سنوات (2002م - 2009م).  وبمجرد انتهاء فترة وجوده في السعودية، كان حريصًا على خدمة المجتمع المسلم الأمريكي، لذلك حصل على وظيفة تدريس الدراسات العربية والإسلامية في مدينة نيويورك. وبعد عام من العيش في مدينة نيويورك، تمت دعوته لخدمة المجتمع المسلم الأمريكي الجديد والمتنامي في بلدة تشيري هيل بولاية نيو جيرسي. حصل على درجة الماجستير في الدراسات الإسلامية من الجامعة الإسلامية بمينيسوتا عام 2018م، ودرجة الماجستير في إدارة المنظمات غير الربحية والعمل الخيري من جامعة باي باث عام 2021م. وهو الإمام والمدير التنفيذي لمركز الكريم للتعلم والأنشطة الإثرائية (GCLEA) منذ يونيو 2011م.
منذ سبتمبر 2011م، يدير موقعًا إلكترونيًا تحت اسم "Hanbali Disciples" (الحكمة إنستيتيوت سابقًا)، وهو مؤسسة عبر الإنترنت للبحث والتدريس والنشر تخدم السكان المسلمين في جميع أنحاء العالم من خلال نقل المعرفة الإسلامية المقدسة على جميع المستويات من خلال مجموعة واسعة من وسائل الإعلام. المادة الموجودة على موقعه الإلكتروني هي بحسب المذهب الحنبلي.

## مشايخه
- مطلق الجاسر.[12]
- عبد الله بن صالح العبيد
- فارس بن فالح الخزرجي

## مؤلفاته
- Bidayat al-Abid: Commencement of the Worshiper،  هذا المتن هو الترجمة الإنجليزية لمتن الفقه الحنبلي "بداية العابد وكفاية الزاهد" وقام أيضًا بشرح هذا الكتاب باللغة الإنجليزية.
- Umdat al-Talib: The Seeker's Mainstay، هذا المتن هو الترجمة الإنجليزية لمتن الفقه الحنبلي "عمدة الطالب لنيل المآرب".
- Qala'id al-Iqyan: The Golden Pendant، هذا الكتاب المترجم هو تلخيص عقيدة ابن حمدان لابن بلبان الحنبلي، اسم الكتاب: "قلائد العقيان في اختصار عقيدة ابن حمدان".
- Lumʿat al-Iʿtiqād: The Illustrious Creed، ترجمة لمعة الاعتقاد لابن قدامة باللغة الإنجليزية.
- Maydan al-Mahabbat wal-Irfan: The Gardens of Love and Gnosis، الترجمة الانجليزية لكتاب ابن شيخ الحزامين "مدخل أهل الفقه واللسان إلى ميدان المحبة والعرفان".
- The Way of Truth: A Poem of Creed and Manner، الترجمة الانجليزية للـ "منهج الحق منظومة في العقيدة والأخلاق" لابن سعدي.